# Grete Reinwald

Grete Reinwald 1928 auf einem Foto von Alexander Binder

Grete Reinwald, eigentlich Malwina Margarete Reinwald, (* 25. Mai 1902 in Stuttgart; † 24. Mai 1983 in München) war eine deutsche Filmschauspielerin.

## Leben
Die Tochter des Hofstukkateurs Otto Reinwald tanzte im Kinderballett des Berliner Theaters und stand mit ihrer Schwester Hanni Reinwald als Kindermodel für Postkarten vor der Kamera. Während des Ersten Weltkriegs trat sie am Kristall-Palast in Leipzig und am Palast-Theater am Zoo in Berlin auf. Zusammen mit ihren Geschwistern Otto und Hanni gab sie 1913 ihr Filmdebüt in Ein Sommernachtstraum in unserer Zeit.
Ab 1919 verkörperte sie in zahlreichen Stummfilmen leidenschaftlich verliebte Frauen oder treue Gattinnen. Sie wirkte später als Nebendarstellerin auch in Tonfilmen mit. Sie stand 1944 in der Gottbegnadeten-Liste des Reichsministeriums für Volksaufklärung und Propaganda.
Grete Reinwald war mit dem Schauspieler Fred Louis Lerch verheiratet.

## Filmografie
- 1913: Ein Sommernachtstraum in unserer Zeit
- 1916: Proletardrengen
- 1919: Die Nacht der Entscheidung
- 1919: Die Schuld
- 1920: Kämpfende Gewalten oder Welt ohne Krieg
- 1920: Der Menschheit Anwalt
- 1920: Das Ende des Abenteuers Paolo de Gaspardo
- 1920: Der letzte Schuß
- 1921: Die Faust des Schicksals
- 1921: Am Narrenseil, 1. Teil – Schreckenstage der Finanzkreise
- 1921: Am Narrenseil, 2. Teil – Rätsel der Kriminalistik
- 1921: John Long, der Dieb
- 1921: Die Flucht ins Jenseits oder Die dunkle Gasse von New York
- 1921: Tom Mürger, der Bankräuber
- 1921: Die kleine Dagmar
- 1921: Das zweite Leben
- 1922: Das Komödiantenkind
- 1922: Das blinde Glück
- 1922: Die sündige Vestalin
- 1922: Die Dame und der Landstreicher
- 1922: Jugend
- 1922: Das Weib auf dem Panther
- 1923: Time Is Money
- 1923: Wilhelm Tell
- 1923: Das kalte Herz
- 1924: Die Schmuggler von Bernina
- 1924: Das Rennen des Todes
- 1924: Gentleman auf Zeit
- 1924: Die Galgenbraut
- 1925: Menschen am Meer
- 1925: Lena Warnstetten
- 1925: Goldjunge
- 1925: Die Aßmanns
- 1925: Was Steine erzählen
- 1925: Götz von Berlichingen zubenannt mit der eisernen Hand
- 1925: Die Frau ohne Geld
- 1925: Schiff in Not
- 1925: Friesenblut
- 1926: Fräulein Mama
- 1926: Deutsche Herzen am deutschen Rhein
- 1926: Ich hatt' einen Kameraden
- 1926: Die elf Schill’schen Offiziere
- 1926: Des Königs Befehl
- 1926: Der Jäger von Fall
- 1927: Stolzenfels am Rhein
- 1927: An der Weser (hier hab' ich so manches liebe Mal...)
- 1927: Ein Tag der Rosen im August … da hat die Garde fortgemußt
- 1927: Ich habe im Mai von der Liebe geträumt
- 1927: Feme
- 1927: Steh' ich in finstrer Mitternacht
- 1928: Schenk mir das Leben
- 1928: Ich hatte einst ein schönes Vaterland
- 1928: Herbstzeit am Rhein
- 1928: Rutschbahn
- 1929: Eleven Who Where Loyal
- 1929: Kolonne X
- 1929: Großstadtkinder — Zwischen Spree und Panke
- 1932: Wäsche – Waschen – Wohlergehen
- 1932: Einmal möcht' ich keine Sorgen haben
- 1933: Schüsse an der Grenze
- 1933: Hans Westmar
- 1933: Alle machen mit
- 1935: Der stählerne Strahl
- 1936: Die lange Grete
- 1936: Schloß Vogelöd
- 1938: Träume sind Schäume
- 1938: Pitty
- 1938: Gastspiel im Paradies
- 1939: Frauen für Golden Hill
- 1939: Weißer Flieder
- 1939: War es der im 3. Stock?
- 1940: Verwandte sind auch Menschen
- 1940: Der Sündenbock
- 1940: Stern von Rio
- 1942: Die große Liebe
- 1943: Gefährlicher Frühling
- 1944/49: Wie sagen wir es unseren Kindern?
- 1949: Wer bist du, den ich liebe?
- 1952: Gefangene Seele
- 1952: Der Kaplan von San Lorenzo
- 1952: Bis wir uns wiederseh’n
- 1957: Die Prinzessin von St. Wolfgang